# Mato Topalović
Mato Topalović (9. září 1812 Brodski Zdenci u Slavonského Brodu – 26. dubna 1862 Gradište ve Vukovarsko-sremské župě) byl chorvatský kněz, profesor, spisovatel a člen illyrského hnutí.

## Život

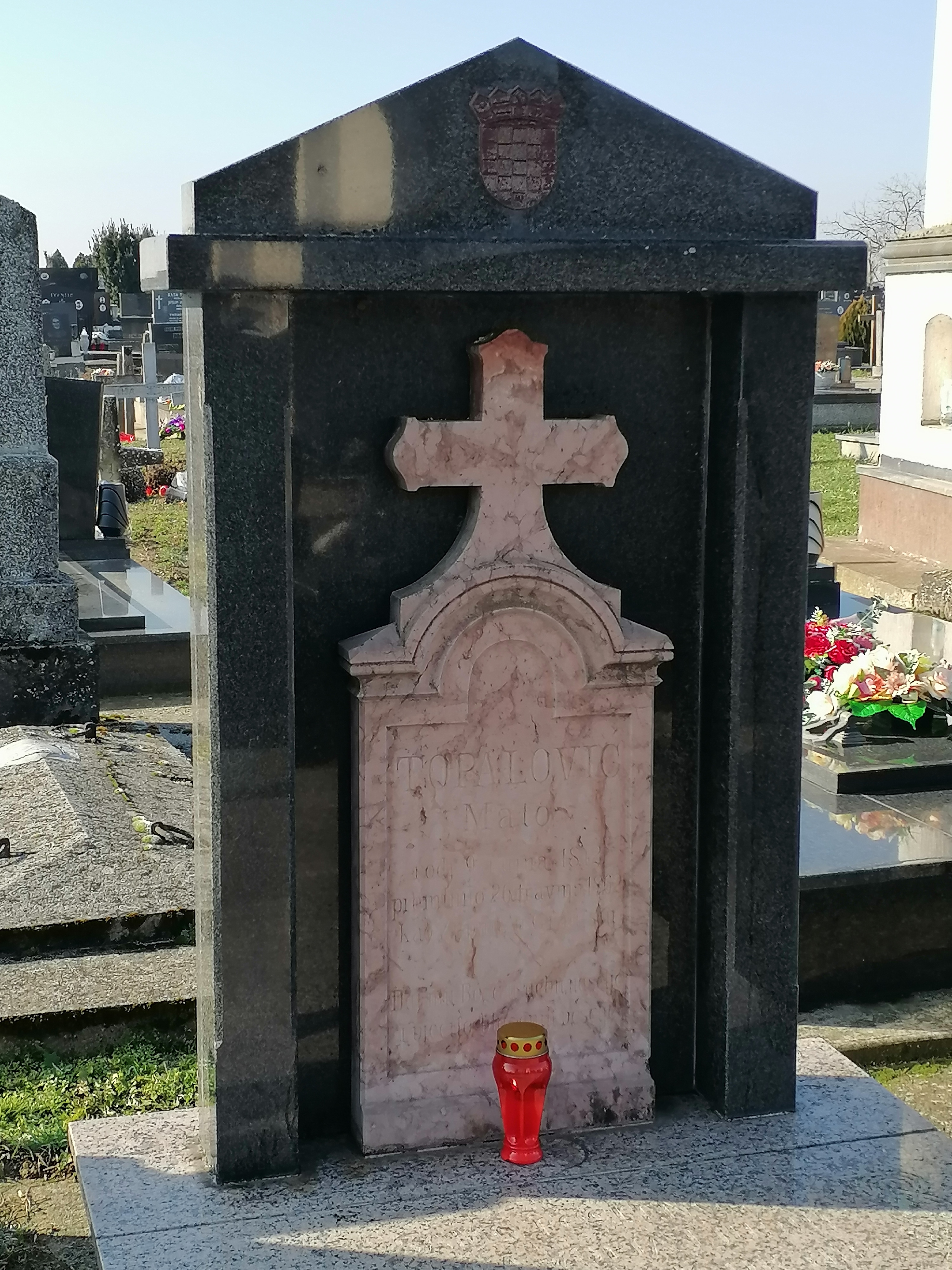
Hrob

Základní školu navštěvoval ve Slavonském Brodu a střední školu ve Vinkovci. V semináři Đakovské diecéze se setkal s Josipem Jurajem Strossmayerem. Po absolvování dvouletého kurzu filozofie v Đakově zahájil studium v Pešti. Společně se Strossmayerem získal doktorát z filozofie v roce 1833 a doktorát z teologie získal v roce 1837 ve Vídni v Pázmáneu. Během vídeňských studií se v roce 1834 setkal s Ljudevitem Gajem, s nímž si později dopisoval. Za kněze byl vysvěcen 17. července 1837. Působil jako vojenský kaplan ve Veroně, potom jako farář v chorvatské Trnavě a ve Vinkovci. Od roku 1844 byl profesorem filosofie v Đakovu. V roce 1848 se spolu se Stanko Vrazem zúčastnil Slovanského sjezdu v Praze. Ve svém vystoupení kritizoval to, že Dalmacie, Slavonie, a Chorvatsko jsou sice jedním královstvím, ale jen na papíře. Stěžoval si na to, že Lajos Kossuth vyhlásil program maďarizace Uher. Zemřel ve věku padesáti let na TBC. Náhrobek postavit jeho přítel Josip Juraj Strossmayer. Petar Preradović ho zvěčnil ve svých sonetech

## Nejdůležitější díla
- „Bůh a modlitba illyrského rodáka“ z roku 1836
- „Rozhovor mezi básníkem a slavonskou vílou: Danica“ v roce 1836
- Sbírka básní „Tamburaši Ilirski“, Osijek, 1842
- „Odpověď vlasteneckého srdce“, sbírka básní, Osijek, 1842
- Topalovićův pokus o vydání chorvatské literární sbírky „Echo od Osijeka“ v roce 1941 se neuskutečnil kvůli nepovolení od maďarských úřadů.